# Game's Pain
Game's Pain è il primo singolo del rapper statunitense The Game estratto dall'album "L.A.X.". È stato prodotto da Knobody e Dahoud Darien e vi ha partecipato la cantante R&B Keyshia Cole.

## Informazioni
Nel testo della canzone, The Game cita ed esalta moltissimi artisti, quali The Notorious B.I.G., Will Smith, DJ Jazzy Jeff & the Fresh Prince, Luke Skyywalker dei 2 Live Crew, LL Cool J, Public Enemy, N.W.A., Ice Cube (The Game lo cita come "il suo rapper preferito"), Eazy-E, New Edition, Naughty By Nature, Tony! Toni! Toné!, Wu-Tang Clan, Black Rob, DJ Kool Herc, DJ Red Alert, Jay-Z, Big Daddy Kane e Mary J. Blige.
Game's Pain non ha avuto molto successo all'interno della Billboard Hot 100, dove ha raggiunto solo la posizione n.75. Nella Hot R&B/Hip-Hop Songs e nella Hot Rap Tracks ha invece raggiunto posizioni molto più alte, rispettivamente la n.20 e la n.9.

## Remix
Il remix ufficiale è in collaborazione con Jadakiss, Bun B, Pusha T, Fat Joe, Young Buck, Queen Latifah e appunto Keyshia Cole, e campiona il brano Juicy Fruit di Mtume.

## Videoclip
Il videoclip è stato girato a Los Angeles ed include i cameo di Ice Cube, Tiny Lister, Big Daddy Kane, Three 6 Mafia, Raekwon e Black Wall Street. Ha debuttato sulla rete televisiva via cavo "BET" il 16 maggio 2008.
All'inizio del video, The Game è nel suo appartamento e sta guardando un acquario. Subito dopo esce e ad attenderlo di fuori c'è Keyshia Cole alla guida di un'enorme lowrider. Il rapper sale sul retro dell'autovettura, si mette in piedi e comincia a cantare la canzone, mentre Keyshia Cole fa partire la macchina. La seconda parte del video ha come ambientazione una lussuosa tenuta a Beverly Hills, dove si sta svolgendo un party al quale sono presenti gli stessi The Game e Keyshia Cole. In scene alternate si vede The Game seduto su una sedia a forma di trono.

## Posizioni in classifica
| Chart (2008)                            | Posizione massima |
| --------------------------------------- | ----------------- |
| Billboard Hot 100 (USA)                 | 75                |
| Billboard Hot R&B/Hip-Hop Songs (USA)   | 20                |
| Billboard Hot Rap Tracks (USA)          | 9                 |
| Billboard Hot Videoclip Tracks (USA)    | 2                 |
| Billboard Mainstream R&B/Hip-Hop (USA)  | 13                |
| Billboard Rhythmic Top 40 (USA)         | 17                |
| Billboard Hot R&B/Hip-Hop Airplay (USA) | 20                |
| Billboard Hot 100 Airplay (USA)         | 49                |
| Billboard Pop 100 (USA)                 | 95                |
| Billboard Canadian Hot 100 (Canada)     | 94                |